# Lies Rustenburg

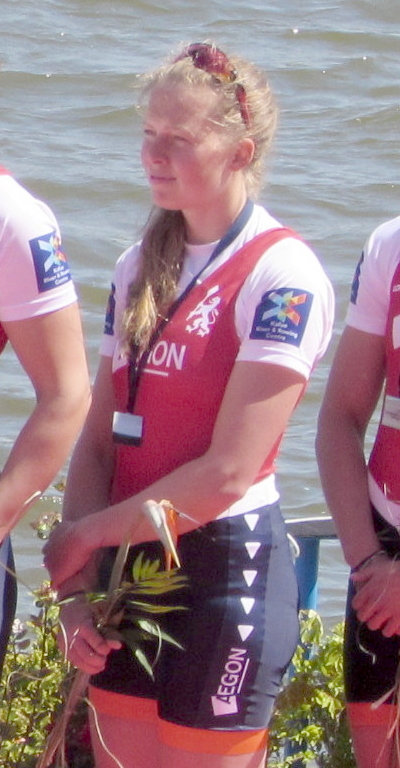
Lies Rustenburg bei der Siegerehrung der Ruder-EM 2016

Lies Rustenburg (* 8. April 1990) ist eine niederländische Ruderin. Von 2015 bis 2018 gewann sie mit dem Achter drei Silbermedaillen und eine Bronzemedaille bei Europameisterschaften.

## Sportliche Karriere
Die 1,83 m große Lies Rustenburg belegte bei den U23-Weltmeisterschaften 2010 den sechsten Platz im Zweier ohne Steuerfrau. 2011 gewann sie Bronze mit dem Vierer ohne Steuerfrau und 2012 mit dem Achter.
2014 erreichte sie mit dem niederländischen Achter den vierten Platz bei den Europameisterschaften. Bei den Weltmeisterschaften 2014 belegte sie den siebten Platz mit dem Vierer. 2015 gewann der Achter mit Lies Rustenburg die Silbermedaille bei den Europameisterschaften hinter den Russinnen. In der Olympiasaison 2016 gewann der niederländische Achter bei der Weltcupregatta in Varese. Nach dem zweiten Platz bei den Europameisterschaften qualifizierte sich die Crew in Luzern als letztes Boot für die Olympischen Spiele in Rio de Janeiro. Dort erreichten die Niederländerinnen den sechsten Platz.
Bei den Europameisterschaften 2017 belegte Rustenburg mit dem Achter den zweiten Platz hinter den Rumäninnen. Vier Monate nach den Europameisterschaften trat Lanz bei den Weltmeisterschaften in Sarasota im Vierer und im Achter an und belegte den fünften Platz im Vierer und den sechsten Platz im Achter. 2018 gewann sie die Bronzemedaille bei den Europameisterschaften in Glasgow. Bei den Weltmeisterschaften in Plowdiw belegte sie den achten Platz im Vierer. 2019 kehrte sie in den Achter zurück, der den vierten Platz bei den Europameisterschaften 2019 erreichte. Bei den Weltmeisterschaften 2019 verpasste der Achter den Einzug ins A-Finale und belegte den neunten Platz.